# Niamey I
Niamey I ist eines der fünf Arrondissements der nigrischen Hauptstadt Niamey.

## Geographie

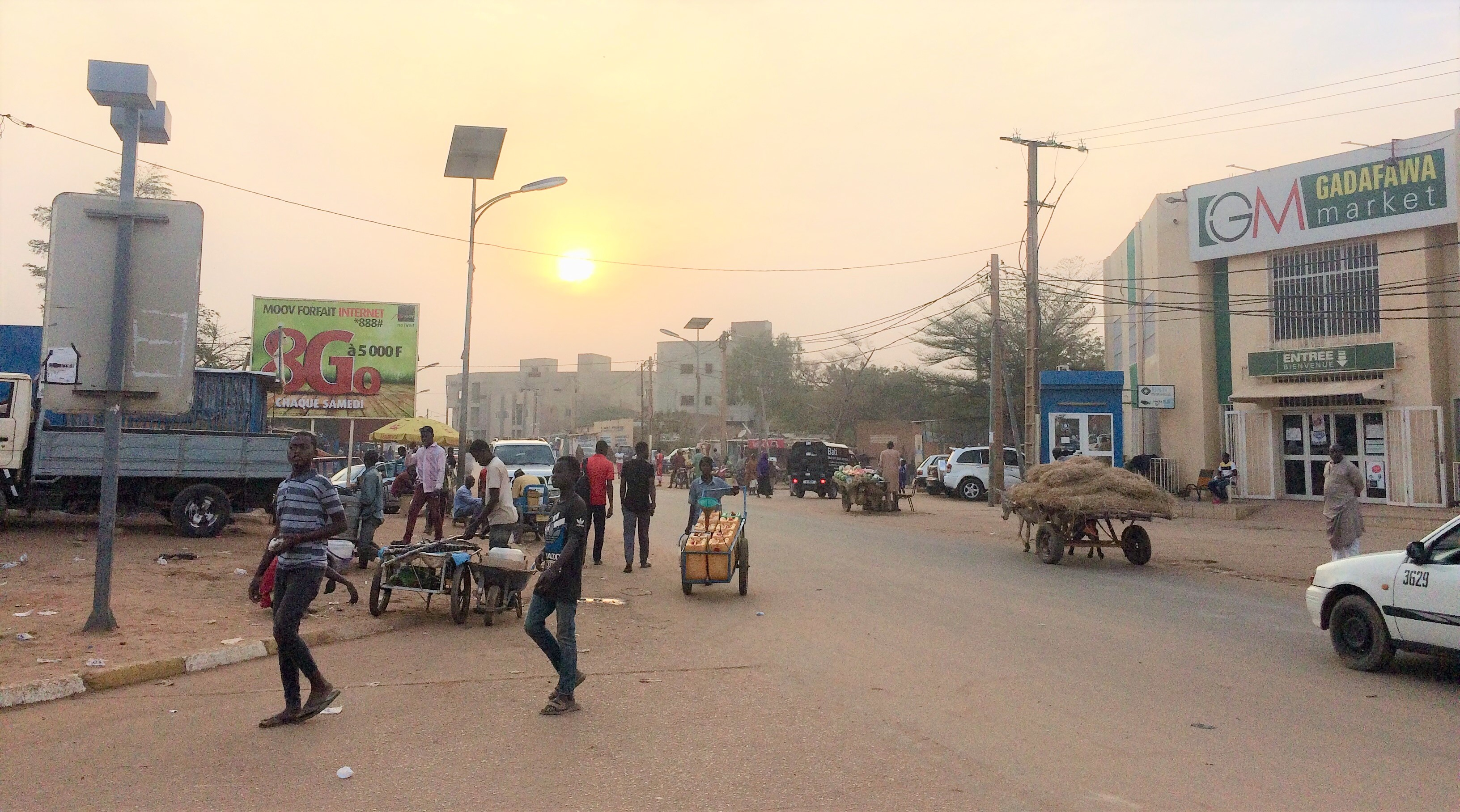
Sonnenuntergang am Boulevard de la Jeunesse in Niamey I (2019)

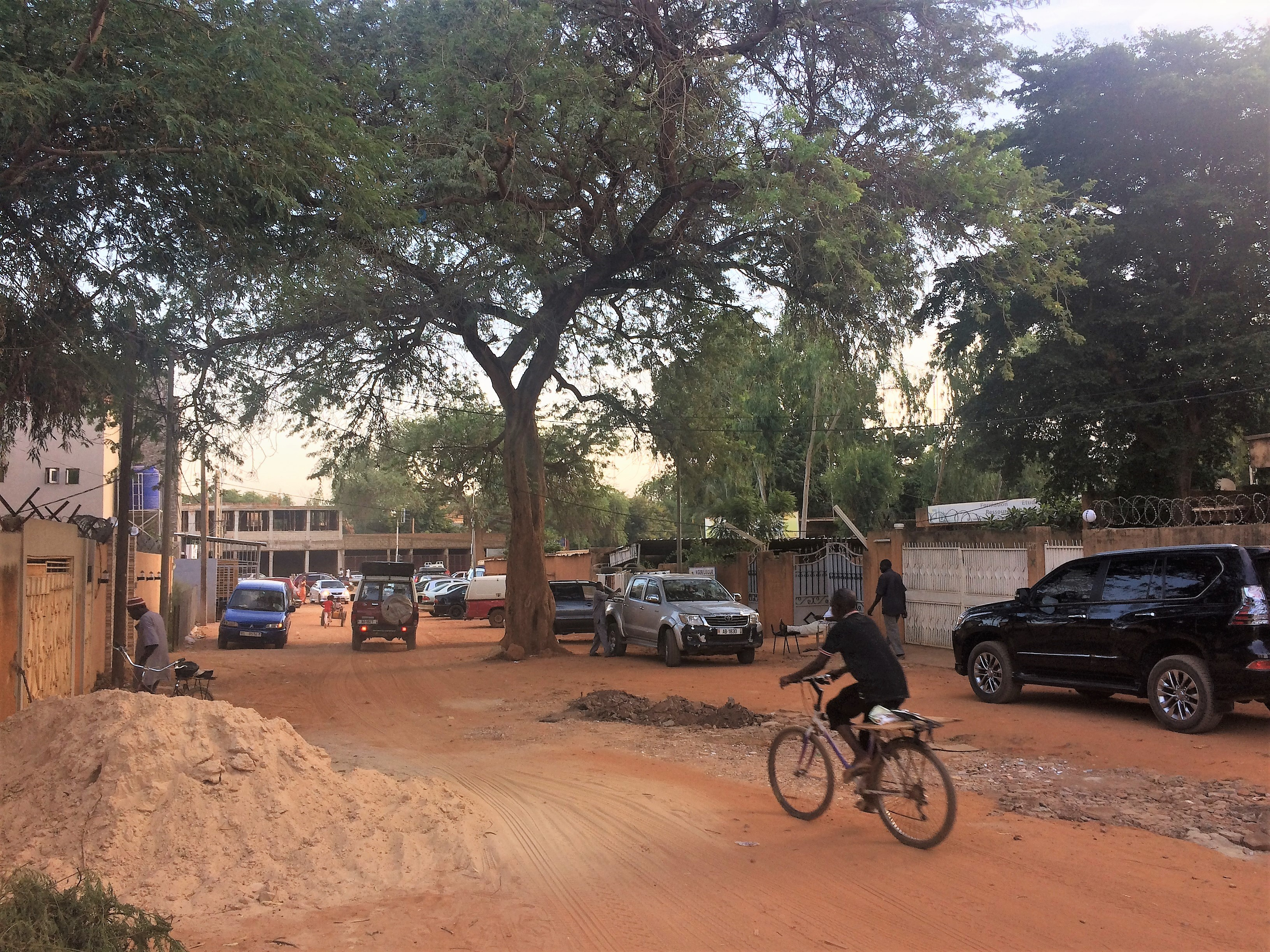
Straßenszene in der Rue YN 123 in Niamey I (2018)

Niamey I liegt im Nordosten der Stadt am linken Ufer des Flusses Niger. Im Westen von Niamey I befindet sich das Arrondissement Niamey II, im Süden jenseits des Flusses das Arrondissement Niamey V. Niamey I ist das für den Handel bedeutendste Arrondissement Niameys. Hier befinden sich unter anderem drei der sieben wichtigsten Märkte der Stadt.
Niamey I besteht aus einem urbanen Gebiet, das in 23 Stadtviertel (quartiers) gegliedert ist, und einem ländlichen Gebiet mit neun Dörfern (villages).
Die Stadtviertel sind:
- Bobiel
- Château 1
- Cité Chinoise
- Corniche Yantala
- Francophonie
- Garde Présidentielle
- Gendarmerie
- Goudel
- Grande Gendarmerie
- Hôpital National
- Koira Kano
- Koubia Nord
- Koubia Sud
- Losso Goungou
- Plateau 2
- Résidence Ministérielle
- Riyad
- SATU SA
- SONUCI
- SOS Village d’Enfants
- Tchangarey
- Yantala Bas
- Yantala Haut

Die Dörfer sind:
- Bangou-Tondibia
- Gabou Goura
- Gorou Banda
- Goudal Gorou
- Kossèye
- Soudouré
- Soudouré Gorou
- Tondibiah
- Tondi Koirey[1]

## Geschichte
Die Stadt Niamey wurde 1984 in fünf Distrikte unterteilt. 1989 wurden der 1. und der 2. Distrikt zu einer Stadtgemeinde (französisch: commune urbaine) innerhalb Niameys zusammengeschlossen. Diese Stadtgemeinde hatte ebenfalls den Namen Niamey I und umfasste bis 1996 das Gebiet der heutigen Arrondissements Niamey I und Niamey II sowie einen Teil des heutigen Arrondissement Niamey III. In seinem heutigen Gebietsumfang besteht Niamey I seit 1996. 2010 wurden die Stadtgemeinden Niameys in Arrondissements umgewandelt.

## Bevölkerung
Bei der Volkszählung 2001 hatte Niamey I 116.537 Einwohner. Bei der Volkszählung 2012 betrug die Einwohnerzahl 210.020.

## Politik
Der Bezirksrat (conseil d’arrondissement) hat 14 Mitglieder. Mit den Kommunalwahlen 2020 sind die Sitze im Bezirksrat wie folgt verteilt: 6 MODEN-FA Lumana Africa, 3 PNDS-Tarayya, 2 MNSD-Nassara, 1 MPN-Kiishin Kassa, 1 MPR-Jamhuriya und 1 PJP-Génération Doubara.